# Leptura zonifera
Leptura zonifera là một loài bọ cánh cứng trong họ Cerambycidae.